# Municipio de Jefferson (condado de Montgomery)
El municipio de Jefferson (en inglés, Jefferson Township) es un municipio del condado de Montgomery, Ohio, Estados Unidos. Tiene una población estimada, a mediados de 2023, de 5934 habitantes.

## Geografía
Está ubicado en las coordenadas 39°42′27″N 84°19′27″O / 39.70750, -84.32417. Según la Oficina del Censo, tiene una superficie de 65.8 km², correspondientes en su totalidad a tierra firme.

## Demografía
Según el censo de 2020, en ese momento había 5855 personas residiendo en la zona. La densidad de población era de 89 hab./km². El 48.04 % de los habitantes eran afroamericanos, el 42.87 % eran blancos, el 0.31 % eran asiáticos, el 0.17 % eran amerindios, el 0.07 % eran isleños del Pacífico, el 3.11 % eran de otras razas y el 5.43 % eran de una mezcla de razas. Del total de la población, el 4.18 % eran hispanos o latinos de cualquier raza.